# Dresdener groene diamant

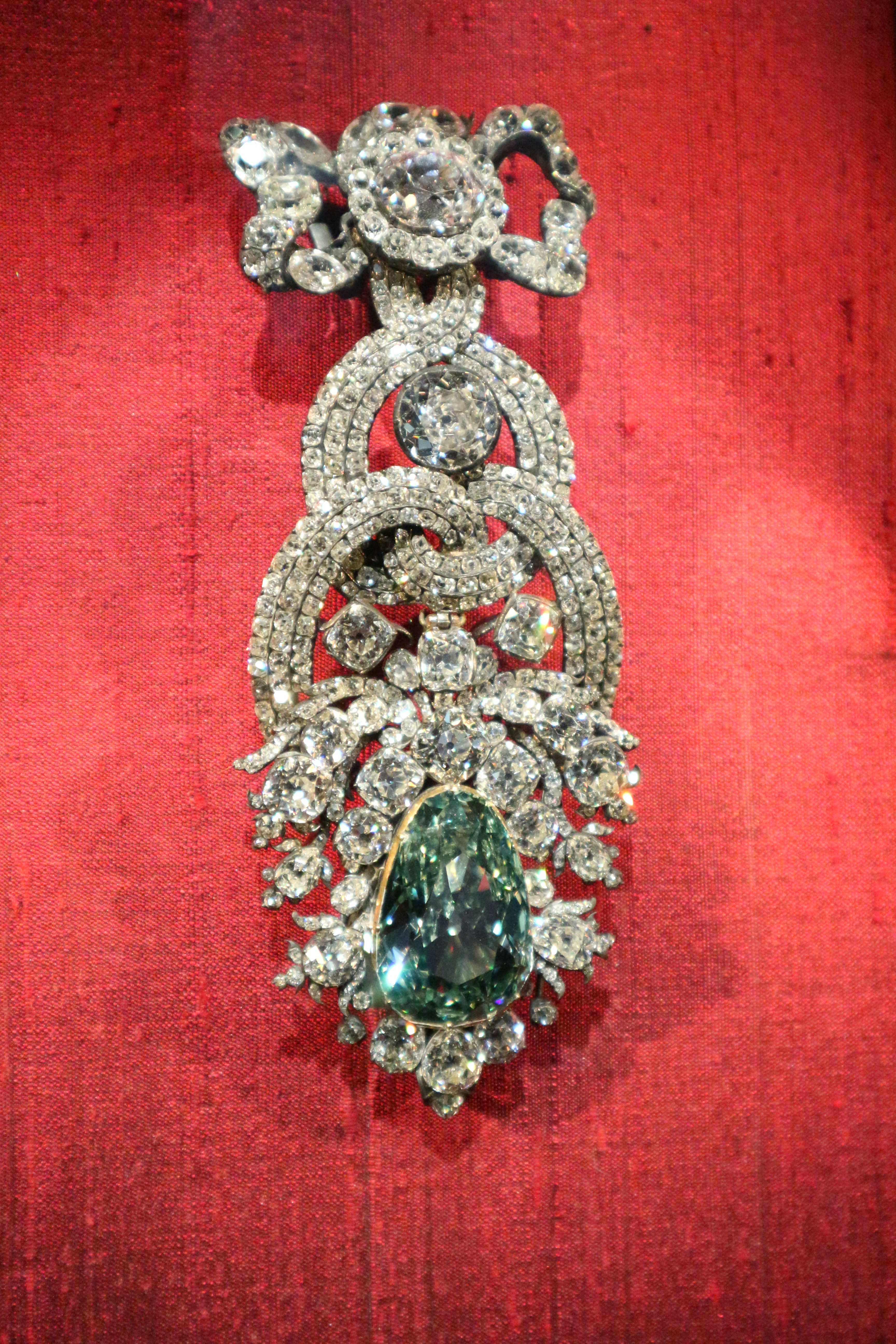

De Dresdener groene diamant is een diamant, die met 41 karaat of 8,2 gram de grootste geslepen natuurlijk groene diamant is. Hij heeft de vorm van een peer en is met facetten geslepen. De kleur is helder appelgroen dat er door komt dat de diamant in de afzetting aan natuurlijke radioactiviteit blootgesteld is geweest. De diamant is naar de plaats Dresden in Duitsland genoemd, vroeger de residentie van keurvorsten en koningen. Dresden is de hoofdstad van de deelstaat Saksen. De Dresdener groene diamant is door de Saksische keurvorst en de Poolse koning Augustus III in 1741 of 1742 op de Paasmarkt in Leipzig gekocht. Als onderdeel van de schatten van de voormalige schatkamer van de vorsten van het Huis Wettin wordt de Dresdener groene diamant sinds 200 jaar tentoongesteld, tegenwoordig in het Grünes Gewölbe in Residenzschloss Dresden.
De diamant is vermoedelijk in India gevonden. De diamant is in ieder geval in 1722 in Londen uit een ruwe diamant geslepen van 119,5 karaat, van 23,9 gram. Augustus III kocht in 1741 of 1742 de diamant op de Paasmarkt in Leipzig. De steen werd voor een hoge prijs verworven van de Nederlandse diamanthandelaar Delles. De aankoopprijs zou 400.000 daalders zijn geweest, hoewel dit niet is gedocumenteerd.
Hofgoudsmid Johann Friedrich Dinglinger liet de steen incorporeren in een Orde van het Gulden Vlies. Hofjuwelier Franz Michael Diespach vervaardigde in opdracht van Frederik August III in 1768 uit deze orde weer twee sieraden, een daarvan met de Groene diamant. Er zitten in het sieraad twee grote briljant geslepen diamanten van 6,3 en 19,3 karaat en 411 middelgrote en kleine briljant geslepen diamanten, gegroepeerd in een 14,1 cm hoge sluiting. Deze hoedversiering werd onderdeel van de Saksische kroonjuwelen. De Russen hebben de diamant in 1945 na de Tweede Wereldoorlog als oorlogsbuit mee naar de Sovjet-Unie genomen, maar in 1958 weer teruggegeven.